# Эрнандес, Ноэ
Ноэ Эрнандес Валентин (исп. Noé Hernández Valentín; 15 марта 1979, Чимальуакан, Мексика — 16 января 2013, там же) — мексиканский легкоатлет, бронзовый призёр летних Олимпийских игр в Сиднее (2000) по спортивной ходьбе на 20 км.

## Спортивная карьера
В 1999 году стал чемпионом стран Центральной Америки и Карибского бассейна в спортивной ходьбе на 20 км. В 2001 г. на чемпионате мира по легкой атлетике в Эдмонтоне был дисквалифицирован, на следующий год на мировом первенстве, проходившем в Турине, занял четвертое место. На чемпионате мира в Париже (2003) вновь финишировал четвертым, установив свой личный рекорд — 1:18:14.
На летних Олимпийских играх в Сиднее (2000) стал серебряным призером с результатом 1:19:03, всего четыре секунды уступив чемпиону, — поляку Роберту Корженёвскому. На своей второй Олимпиаде в Афинах (2004) был дисквалифицирован.
После завершения спортивной карьеры являлся уполномоченным по вопросам спорта правящей на тот момент Институционно-революционной партии. В ночь с 30 по 31 декабря 2012 г. получил тяжелое огнестрельное ранение в голову в одном из баров в муниципии Лос-Рейес-Ла-Пас, штат Мехико. Спортсмену сделали сложную операцию, однако он потерял зрение на один глаз. Близкие атлета предполагали, что он мог совершить самоубийство из-за ранения и частичной потери зрения.